# Podmornica razreda Vanguard
Razred Vanguard  je britanski razred štirih stratetških jedrskih podmornic, ki jih uporablja Kraljeva vojna mornarica. V uporabo so vstopile leta 1993. V razredu so podmornice Vanguard, Victorious, Vigilant in Vengeance. Zgradilo jih je podjetje Vickers Shipbuilding and Engineering v ladjedelnici Barrow-in-Furness.  Vsaka podmornica je oborožena z 16 ameriškimi podmorniškimi balističnimi raketami UGM-133 Trident II - iste rakete kot jih uporablja razred Ohio, vendar pa uporabljajo Britanci svoje jedrske bojne glave. 
Vse podmornice so bazirane v bazi HM Naval Base Clyde.

## Galerija
- Testna izstrelitev rakete Trident D5
- Vlačilci vlečejo podmornico Vanguard
- HMS Vigilant
- HMS Vanguard in rušilec Tipa 45 HMS Dragon